# Sunniva Bondesson

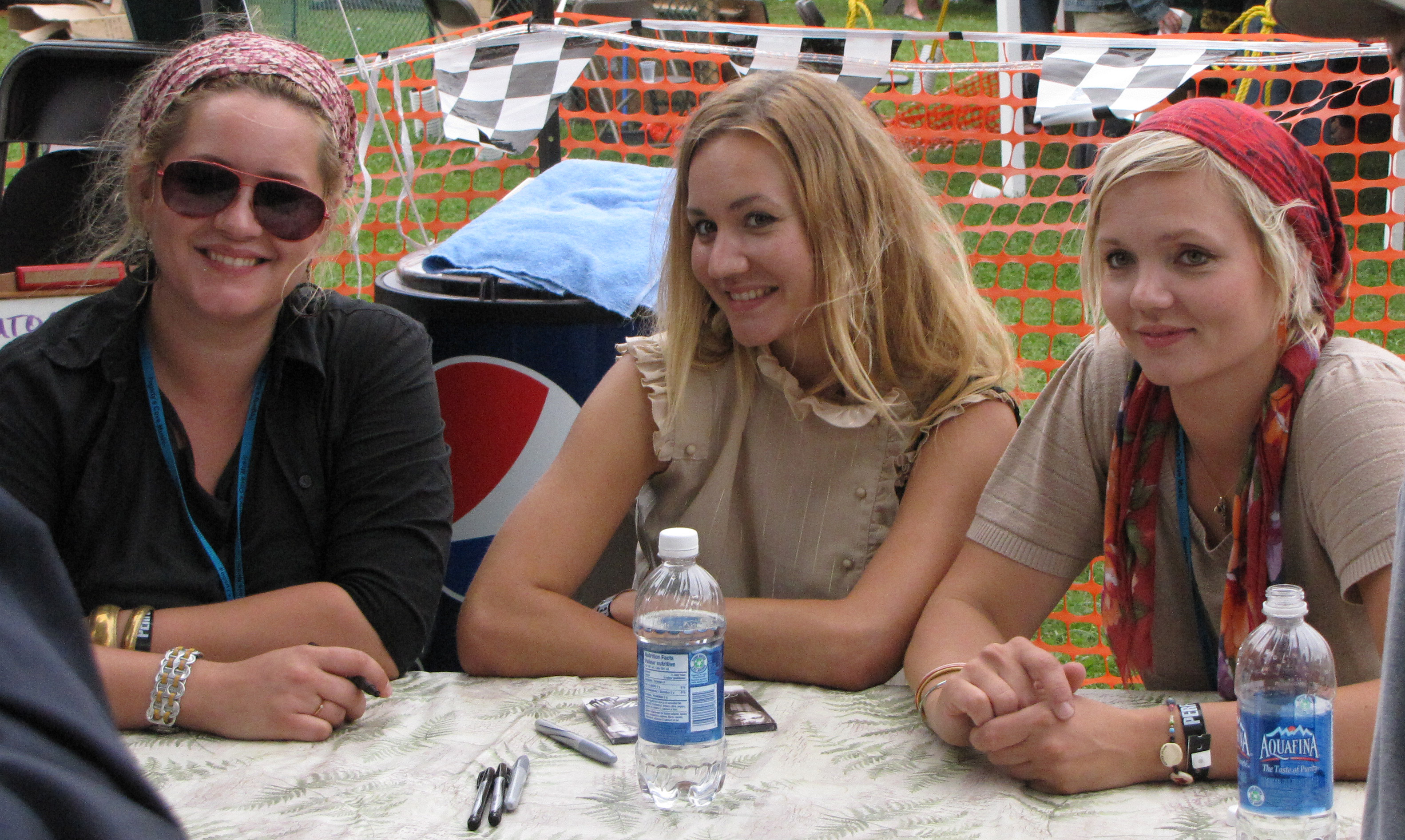
Stella, Sunniva och Greta Bondesson i gruppen Baskery.

Sunniva Bondesson, född 5 oktober 1982 i Stockholm, är en svensk artist (gitarrist och sångare) och en av medlemmarna i den svenska musikgruppen Baskery och den tidigare gruppen Slaptones.